# Bayramiç-Talsperre
Die Bayramiç-Talsperre (türkisch Bayramiç Barajı) befindet sich am Fluss Karamenderes Çayı in der Provinz Çanakkale im Nordwesten der Türkei.
Die 4 km östlich der Stadt Bayramiç gelegene Talsperre wurde in den Jahren 1986–1997 zum Zweck der Bewässerung errichtet.
Das Absperrbauwerk ist ein 56 m (über Talsohle) hoher Erdschüttdamm.
Das Dammvolumen beträgt 3,9 Mio. m³. Der Stausee bedeckt eine Fläche von 6 km² und weist ein Speichervolumen von 86 Mio. m³ auf. Die Talsperre ist für die Bewässerung einer Fläche von 15.800 ha ausgelegt.